# میدان (فیلم ۲۰۱۷)
میدان (انگلیسی: Arena) (به مالایالم: ഗോദ) یا گودا، فیلم کمدی ورزشی هندی مالایالم-زبان، محصول سال ۲۰۱۷ است که کارگردانی آن را باسیل جوزف برعهده داشت و توسط راکش مانتودی (Rakesh Mantodi) نوشته شده، فیلم به‌طور مشترک توسط ای‌وی‌ای پروداکشنز و یی۴ انترتینمنت ساخته شد. بازیگران اصلی فیلم تووینو توماس، وامیکا گبی، اجو وارقس (Aju Varghese) و رنجی پانیکر هستند. فیلم در روز ۱۹ مهٔ ۲۰۱۷، اکران گردید.

## پانوبس
- مشارکت‌کنندگان ویکی‌پدیا. «Godha (film)». در دانشنامهٔ ویکی‌پدیای انگلیسی، بازبینی‌شده در ۱۹ نوامبر ۲۰۲۳.